# Estela Álvarez
Estela Mary Álvarez de Olivera (Buenos Aires, 2 de marzo de 1978) es una árbitra argentina de fútbol internacional.

## Trayectoria
Estela Álvarez, es árbitro internacional desde 2005. Es la primera árbitro que ha oficiado en partidos de la Primera División argentina de fútbol masculino. Fue una de las 16 árbitros seleccionadas para la Copa del mundo de fútbol femenino 2011.